# Bryodiscus arctoalpinus
Bryodiscus arctoalpinus är en lavart som beskrevs av Peter Döbbeler och Josef Poelt. Bryodiscus arctoalpinus ingår i släktet Bryodiscus, och familjen Odontotremataceae. Arten är reproducerande i Sverige.